# 화이트헤트양털박쥐
화이트헤트양털박쥐(Kerivoula whiteheadi)는 애기박쥐과에 속하는 박쥐의 일종이다. 브루나이와 인도네시아, 말레이시아, 필리핀, 태국에서 발견된다.

## 특징
작은 박쥐로 전체 몸길이가 71~86mm이고 전완장이 28~33mm, 꼬리 길이가 32~42mm이다. 발 길이는 7~9mm, 귀 길이는 13~18mm이고 몸무게는 최대 5.5g이다. 털이 길고 양털처럼 부드럽다. 등 쪽 털은 갈색이지만 배 쪽은 회색빛의 흰색이다. 주둥이는 길고 뾰족하다. 눈이 아주 작고 귀는 길고 잘 분리되어 있고 원통형 모양이다.

## 생태
크고 마른 잎 속에 20~30마리씩 무리를 지어 은신한다. 먹이는 곤충이다.

## 분포 및 서식지
말레이반도와 보르네오섬, 필리핀 일부 지역에 널리 분포한다. 교란된 숲과 농경지에서 서식한다.

## 아종
3종의 아종이 알려져 있다.
- K. w. whiteheadi - 필리핀 루손섬과 폴리요섬, 파나이섬, 팔라완섬, 민다나오섬
- K. w. bicolor (Thomas, 1904) - 말레이반도
- K. w. pusilla (Thomas , 1894) - 보르네오섬 북부